# الثورة الدستورية في إيران
الثورة الدستورية الفارسية أو الثورة الدستورية في إيران أو انقلاب الدستور أو الحركة الدستورية في بلاد فارس (الفارسية: مشروطیت أو انقلاب مشروطه) هي الحدث الذي أدّى لإنشاء برلمان في إيران (بلاد فارس)، وقد كان بين عامي 1905 و1911 في عهد الدولة القاجارية. وقد وصفت المصادر الأوروبية هذا الحدث بأنه "الحلقة التاريخية المفقودة في التاريخ الحديث لبلاد فارس".
كانت الثورة الأولى من نوعها في كل العالم الإسلامي، وتبعتها ثورة تركيا الفتاة في عام 1908. وقد فتحت الثورة الطريق أمام العصر الحديث في إيران، وأثارت النقاش في الصحافة الناشئة. حاربت الثورة العديد من المجموعات من أجل تشكيل مسار الثورة. وفي النهاية اُستبدل النظام القديم، الذي ناضل ناصر الدين شاه قاجار لفترة طويلة من أجل الحفاظ عليه، بمؤسسات جديدة.
وقّع مظفر الدين شاه قاجار على دستور عام 1906 قبل وفاته بفترة وجيزة. وخلفه محمد علي شاه قاجار، الذي ألغى الدستور وقصف البرلمان في عام 1908 بدعم من روسيا وبريطانيا. وقد أدّى هذا إلى جهد ثانٍ مع زحف القوات الدستورية إلى طهران، وإجبار محمد علي شاه على التنازل عن العرش لصالح ابنه الصغير أحمد شاه قاجار، وإعادة تأسيس الدستور في عام 1909 م.
وانتهت الثورة في كانون الأول 1911 عندما أشرف وزراء الشاه على طرد نواب المجلس الثاني من البرلمان "بدعم من 12 ألف جندي روسي".
بعد الانقلاب الفارسي عام 1921 (الفارسية: کودتای ۳ اسفند ۱۲۹۹) عدّل البرلمان الإيراني الدستور في 12 كانون الأول 1925، واستبدل سلالة القاجاريين (1797-1925) بسلالة البهلوييين باعتبارهم الحكام الشرعيين لإيران. على الرغم من عدم الالتزام بدستور 1906-1907، فقد ظل قائمًا حتى بعد الثورة الإسلامية، حيث لم يُوافق على دستور جديد إلا في 2 و3 كانون الأول 1979 م، مما أدى إلى تأسيس الجمهورية الإسلامية في إيران.

## التاريخ
بدأت الثورة الدستورية في عام 1905 احتجاجًا على مدير جمارك أجنبي (بلجيكي) فرض "بصرامة بيروقراطية" تحصيل الرسوم الجمركية لدفع قرض لمصدر أجنبي آخر (روس) قام بتمويل جولة مظفر الدين شاه قاجار الباذخة في أوروبا. كان الثوار ــ وخاصة تجار البازار والعلماء ومجموعة صغيرة من الإصلاحيين ــ ضد أن صناعة النفط الإيرانية كانت تُباع للبريطانيين، في حين كانت الإعفاءات الضريبية على الواردات والصادرات والمنسوجات المصنعة تدمر الاقتصاد الإيراني (الذي كان مدعومًا من تجار البازار)، وأن الشاه كان يبيع الأصول لدفع الفائدة على الثروة التي تراكمت لديه من الديون الخارجية. وبالتال تُفقر الدولة تباعًا.
وانتهت في ديسمبر/كانون الأول 1911 عندما طُرد نواب المجلس الثاني، الذين كانوا يعانون من "الخلافات الداخلية، ولامبالاة الجماهير، والعداء من جانب الطبقة العليا، والعداء الصريح من جانب بريطانيا وروسيا"، "بشكل تقريبي" من المجلس وهُددوا بالقتل إذا عادوا من جانب "حكومة الشاه، بدعم من 12 ألف جندي روسي".
فيما بين ذلك كان هناك مجلسان (برلمانان) مختلفان، وشاه معزول، وتقسيم في البلاد في عام 1907 بين بريطانيا وروسيا اللتين استغلتا ضعف الحكومة الإيرانية. وقد أدى قانون أساسي في دستور 1906 جديد إلى إنشاء برلمان، مما يمنحه الموافقة النهائية على جميع القروض والميزانية. وقد تمت المصادقة على المجلس من رجال الدين البارزين في النجف: أخوند الخراساني، وميرزا حسين الطهراني، والشيخ عبد الله المازندراني [الإنجليزية].

### الخلفية
في أواخر القرن التاسع عشر، ومثل معظم دول العالم الإسلامي، عانت إيران من التدخل والاستغلال الأجنبي، والضعف العسكري، والافتقار إلى التماسك، والفساد.
في معاهدة جولستان عام 1813 ومعاهدة تركمانشاي عام 1828، خسرت إيران "جورجيا وأرمينيا وبحريتها في بحر قزوين" لصالح روسيا، و"تنازلت عن مطالباتها بأفغانستان، ودفعت تعويضًا قدره ثلاثة ملايين جنيه إسترليني للقيصر"؛ وقد كانت إيران قبلها قد خسرَت أراضيها في آسيا الوسطى.  وفي معاهدة باريس (1857)، وافقت على الانسحاب من هرات (التي كانت في السابق جزءًا من إيران) ووقعت معاهدة تجارية مع بريطانيا. كان الافتقار إلى جيش إيراني دائم جزءًا من المشكلة لأن القوات التي تم جمعها لمحاربة الروس (على سبيل المثال) كانت "فرقًا قبلية مقسمة إلى فصائل" وتفتقر إلى المدفعية الحديثة.
ولتعويض افتقاره إلى جيش، كان الشاه القاجاري يستخدم "القبائل الموالية"، فيقمع التمرد بإعلان المدينة أو المنطقة المتمردة "غنيمة مفتوحة" للقبيلة، التي كانت تظهر بعد ذلك وهي تنهب، فكانت وسيلة تدمير أكثر من كونها وسيلة لاعتقال المتمردين ومعاقبتهم. إن الطرق الرئيسة بين المدن، والتي ربما بدت وكأنها استثمارات في تحسين النقل، وفرت فرصًا ليس لتعزيز التجارة والازدهار، بل لتمكين جامعي الضرائب من نهب البلدات الواقعة على طول الطريق، وبالتالي "شجعت الفلاحين المحليين على الاستقرار في مناطق أكثر بعدًا". وأفاد استطلاع للرأي أجرته وزارة الخارجية البريطانية بما يلي:
هناك مساحات شاسعة من الأراضي الخصبة التي تظل مهملة بسبب قربها من الطرق الرئيسة، إذ لا يمكن لأي قرية يقطنها مزارعون في مثل هذه المواقع أن تزدهر أو تنعم بأدنى قدر من الحصانة من زيارات الموظفين الحكوميين المزعجة، أو من السرقات والنهب التي ترتكبها القبائل.

ولعل أسوأ الإهانات التي عانت منها إيران على يد الجيوش المتفوقة للقوى الأوروبية كانت "سلسلة من الاستسلامات التجارية". في حين أن مبيعات الشاه من الألقاب وبراءات الاختراع والامتيازات والتنازلات والاحتكارات والأراضي، ... والمناصب العليا" دفعت ثمن بعض التحسينات، مثل شبكة الإبراق (التلغراف) وفي قوة الشرطة في طهران، والخدمة المدنية البلدية، وما إلى ذلك، كما تم إنفاقها أيضًا على الاستهلاك في بلاط الشاه.
في عهد الدولة القاجارية (1789-1925)، قوضت المنتجات الأجنبية (الغربية) المصنّعة بكميات كبيرة، "وخاصةً المنسوجات، الحرف اليدوية التقليدية، وبالتالي مثّلت للعديد من الأسواق عدوًا مشتركًا: الأجنبي". في أصفهان، كان 10% على الأقل من "النقابات في هذه المدينة من النساجين؛ ولم ينجُ حتى خُمس هؤلاء" من منافسة المنسوجات المستوردة. وقد تضررت الأرامل والأيتام، وعانى المزارعون: بحلول عام 1894 انخفض السعر الذي كانوا يتقاضونه مقابل حصاد القمح إلى سدس ما كان عليه في عام 1871؛ كما انهارت أنظمة الري، "مما أدى إلى تحول الحقول والقرى الخضراء إلى صحراء".
في عام 1872، تفاوض ناصر الدين شاه على امتياز يمنح مواطنًا بريطانيًّا السيطرة على الطرق الإيرانية، والبرقيات، والمطاحن، والمصانع، واستخراج الموارد، وغيرها من الأشغال العامة في مقابل مبلغ ثابت و60% من صافي الإيرادات. تم التراجع عن هذا التنازل بعد معارضة محلية شديدة. وشملت التنازلات الأخرى المقدمة للبريطانيين منح المصرف الإمبراطوري الفارسي [الإنجليزية] الجديد حقوقًا حصرية لإصدار الأوراق النقدية، وفتح نهر الكارون للملاحة.
تشير نيكي كيدي (بالإنجليزية: Nikki R. Keddie):
أعطت الحرب الروسية–اليابانية (1904–1905) والثورة الروسية عام 1905 دفعة قوية للحركة المعارضة في إيران، والتي كانت في طور النمو منذ عام 1901. فبعد قرنٍ من الهزائم المتتالية، تمكنت قوة آسيوية من إلحاق الهزيمة بقوة أوروبية، وهو حدث أثار فخرًا واسعًا في أنحاء آسيا. وكان هذا الشعور قويًا بشكل خاص في البلدان التي عانت من التغلغل والهيمنة الروسية، مثل إيران. وقد رأى كثيرون دلالة عميقة في أن القوة الآسيوية الوحيدة التي تمتلك دستورًا قد تغلبت على القوة الغربية الوحيدة التي لا تملك واحدًا، فأصبحت الدساتير تُنظر إليها بوصفها "سر القوة" لدى الحكومات الغربية.

#### المجموعات الساخطة
كانت القاعدة السياسية للحركة الدستورية للسيطرة على سلطة الشاه عبارة عن تحالف بين العلماء والمثقفين الليبراليين والراديكاليين والبازار. لكن التحالف كان مبني على أعداء مشتركين وليس على أهداف مشتركة. سعى العلماء إلى "توسيع سلطتهم وتطبيق الإسلام الشيعي بشكل أكثر صرامة"؛ ورغب الليبراليون والراديكاليون في "المزيد من الديمقراطية السياسية والاجتماعية والتنمية الاقتصادية"؛ وسعى البازاريون إلى "تقييد الوضع الاقتصادي الأجنبي المفضل والمنافسة".
كان المثقفون مجموعة "صغيرة ولكنها متنامية"، وقد تعلم الكثير منهم عن الطرق الغربية أثناء سفرهم إلى الخارج، وكانوا "مذهولين بشكل عام من التطور الاقتصادي الغربي، والعدالة المقارنة، وغياب الحكم التعسفي". في كتاباتهم، انتقد هؤلاء المثقفون "الحكام المستبدين، والمسؤولين الصغار، ورجال الدين المرتشين، والمحاكم التعسفية، والوضع المتدني للمرأة" في إيران. وأصبحت "الطبقة التجارية" أو البازارية مقتنعة بأن "القانون والنظام، وأمن الممتلكات، والحصانة من السلطة التعسفية، كلها يمكن تحقيقها من خلال استيراد الديمقراطية البرلمانية" من أوروبا. كان لدى العلماء (أي علماء المسلمين) مكاسب أقل وحوافز أقل مباشرة لدعم الدستور، ولكنهم كانوا مقتنعين (على الأقل لفترة من الوقت) بأن "الإسلام في مواجهة النظام الملكي" لن يضعف.

#### احتجاج ضد التبغ
كانت احتجاجات التبغ في عامي 1891 و1892 "أول حركة شعبية وطنية جماهيرية في إيران"، ووُصفت بأنها "بروفة للثورة الدستورية"، والتي تشكلت من تحالف مناهض للإمبريالية والملكية من "رجال الدين والمصالح التجارية والمثقفين المنشقين".
في آذار 1890، منح ناصر الدين شاه امتيازًا للإنجليزي، البارون بول جوليوس رويتر، لمدة خمسين عامًا لاحتكار توزيع وتصدير التبغ مقابل 25 ألف جنيه إسترليني للشاه شخصيًّا و15 ألف جنيه إسترليني سنويًّا للدولة. قام الإيرانيون بزراعة مجموعة متنوعة من التبغ "ذات القيمة العالية في الأسواق الأجنبية" والتي لم تكن تُزرع في أي مكان آخر، وهدد هذا الترتيب الأمن الوظيفي لجزء كبير من السكان الإيرانيين: مئات الآلاف من العمال في الزراعة والبازارات.
وقد أدى هذا إلى اندلاع احتجاجات غير مسبوقة على مستوى البلاد، أولًا بين البازاريين، ثم بين العلماء. في كانون الأول 1891، أصدر المرجع الديني الأكثر أهمية في إيران، وهو المرجع التقليد ميرزا حسن الشيرازي، فتوى تعلن أن استخدام التبغ بمثابة حرب ضد الإمام الغائب، مستخدمًا أقوى لغة ممكنة للمعارضة (احتكار التبغ). فأُغلقت الأسواق، وتوقف الإيرانيون عن تدخين التبغ، على الرغم من شعبية التبغ، والتي قيل أن الإيرانيين أقل ميلًا إلى التخلي عنها من الخبز إلا أن الحظر الديني كان ناجحًا للغاية لدرجة أنه قيل إن النساء في حريم الشاه توقفن عن التدخين.
لقد أظهرت الاحتجاجات للإيرانيين "لأول مرة أنه من الممكن الانتصار على الشاه والمصالح الأجنبية... هناك خط مباشر من التحالف الذي شارك في حركة التبغ... والذي بلغ ذروته في الثورة الدستورية" وربما الثورة الإيرانية أيضًا، وفقًا للمؤرخة نيكي كيدي.

#### مظفر الدين شاه قاجار

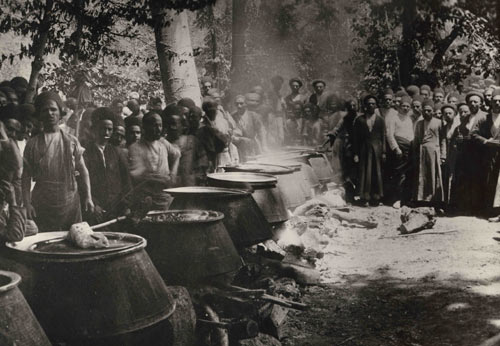
ملجأ في السفارة البريطانية، 1906

اُغتيل السلطان القاجاري الرابع ناصر الدين شاه في الأول من أيار عام 1896 على يد ميرزا رضا كرماني، أحد أتباع جمال الدين الأفغاني، عندما كان يزور مرقد الشاه عبد العظيم ويصلي فيه. عند تولي مظفر الدين شاه الحكم واجهت إيران أزمة مالية، حيث كانت النفقات الحكومية السنوية تتجاوز الإيرادات بكثير نتيجة لسياسات والده. وقّع مظفر الدين شاه على دستور عام 1906 قبل وفاته بفترة وجيزة. واستمر الضعف والإسراف خلال فترة حكم مظفر الدين شاه القصيرة (1896-1907)، الذي اعتمد في كثير من الأحيان على مستشاره في إدارة دولته اللامركزية. أدت ضائقته المالية الشديدة إلى اضطراره إلى توقيع العديد من التنازلات للقوى الأجنبية بشأن بنود تجارية تتراوح من الأسلحة إلى التبغ. بدأت الطبقة الأرستقراطية والسلطات الدينية والنخبة المتعلمة تطالب بتقييد السلطة الملكية وإقامة سيادة القانون مع تزايد قلقهم بشأن النفوذ الأجنبي (وخاصة الروسي). كان القاجاريون قد حصلوا على قروض كبيرة من روسيا وبريطانيا لدفع ثمن أسلوب حياة الشاه الباذخ وتكاليف الحكومة؛ وقام الشاه بتمويل جولة ملكية في أوروبا في عام 1900 عن طريق اقتراض 22 مليون روبي من روسيا، باستخدام إيصالات الجمارك الإيرانية كضمان.

#### الاحتجاجات الأولى

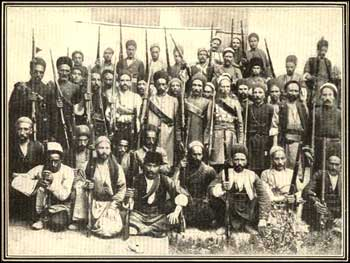
المقاتلون الثوريون في تبريز؛ ستار خان وباقر خان في المركز.

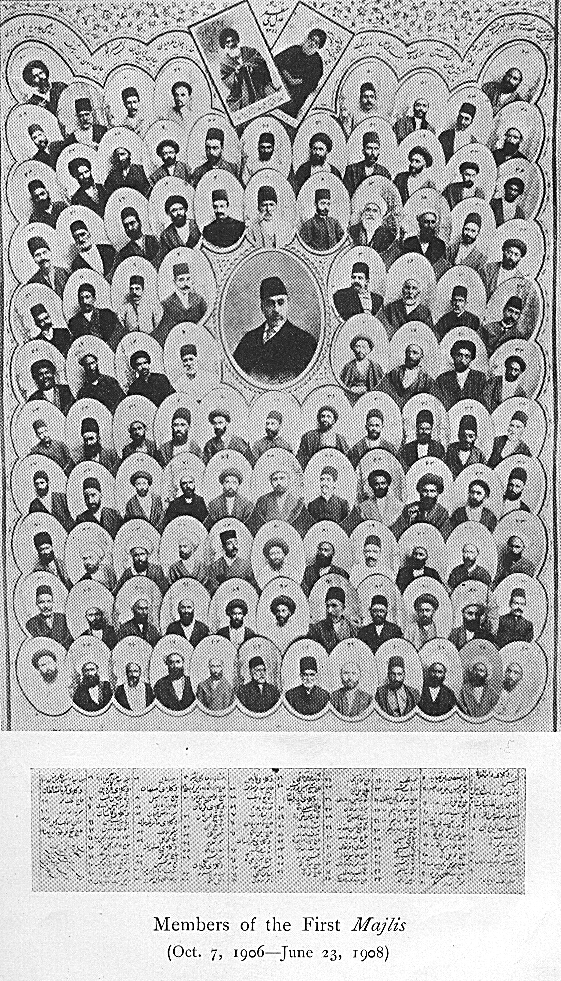
أول مجلس (7 تشرين الأول 1906 – 23 حزيران 1908)؛ كان رئيسه مرتضى قلي خان ساني أود دوله، الذي كان وزيرًا للمالية لمدة سبعة أشهر عندما اُغتيل في 6 شباط 1911 على يد جورجيين في طهران، ويقع في المركز.

في عام 1905، اندلعت الاحتجاجات بسبب فرض الرسوم الجمركية الإيرانية لسداد القرض الروسي للجولة الملكية لمظفر الدين شاه. وفي ديسمبر/كانون الأول من ذلك العام، عُوقب بالفلقة اثنان من التجار في طهران بتهمة التلاعب بالأسعار. ثار تجار المدينة وأغلقوا سوقها. وتبع رجال الدين هذا النهج نتيجة للتحالف الذي تشكل أثناء احتجاجات التبغ. ولجأت المجموعتان المتظاهرتان إلى أحد مساجد طهران، لكن الحكومة دخلت المسجد وفرقتهما. وأدى تفريق المتظاهرين إلى حركة أوسع بحثت عن ملجأ في ضريح خارج طهران. في 12 يناير/كانون الثاني 1906، وافق الشاه على إقالة رئيس وزرائه ونقل السلطة إلى "بيت العدل" (سلف البرلمان الإيراني). عاد المتظاهرون الباستيون من الضريح منتصرين، راكبين عربات ملكية، واستقبلهم حشد من الناس مبتهجين.
خلال أحد المعارك في أوائل عام 1906، قتلت القوات الحكومية سيدًا (من نسل النبي محمد). وفي مناوشة وقعت بعد ذلك بوقت قصير، قتل القوزاق 22 متظاهرًا وأصابوا 100 آخرين. وأُغلق السوق مرة أخرى، وأضرب العلماء، ولجأ عدد كبير منهم إلى مدينة قم (مدينة مشهورة لحوزاته العلمية). وذهب العديد من التجار إلى السفارة البريطانية في طهران، التي وافقت على إيواء الباستيون في أراضي السفارة.

#### إنشاء الدستور

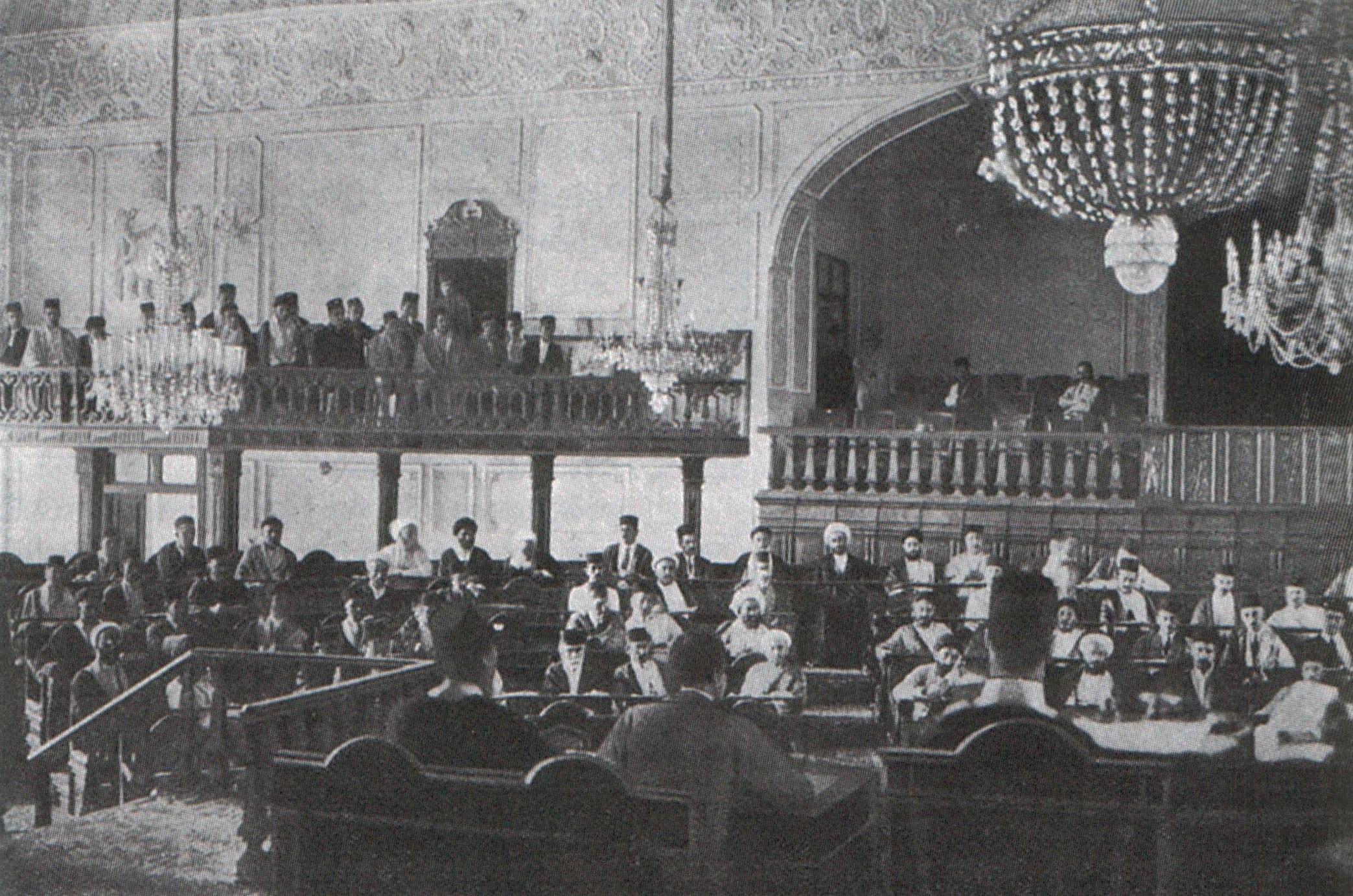
البرلمان في عام 1906

خلال صيف عام 1906، خيّم حوالي 12 ألف رجل في حدائق السفارة البريطانية في ما يُسمى بـ "مدرسة واسعة في الهواء الطلق للعلوم السياسية". بدأت المطالبة بإنشاء مجلس برلماني بهدف الحد من سلطة الشاه. وافق مظفر الدين شاه على تشكيل البرلمان في آب 1906، وأُجريت الانتخابات الأولى في ذلك الخريف. اُنتخِب مائة وستة وخمسين عضوًا، وكانت الأغلبية الساحقة منهم من طهران وطبقة التجار.
انعقدت الجمعية الاستشارية الوطنية لأول مرة في تشرين الأول 1906. كان الشاه عجوزًا وضعيفًا، وكان حضوره حفل تنصيب البرلمان أحد آخر أعماله الرسمية. كان محمد علي شاه قاجار، ابن مظفر الدين شاه، غير متعاطف مع الدستورية؛ ووقع الشاه على الدستور (على غرار الدستور البلجيكي) بحلول 31 كانون الأول 1906، مما جعل سلطته متوقفة على إرادة الشعب، وتوفي بعد ثلاثة أيام.

#### الدستور

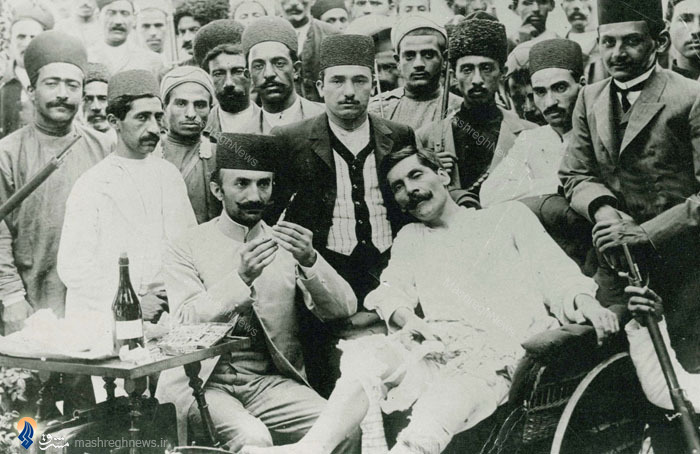
أمير خان أمير العالم يعالج رجلًا مصابًا بعد انتصار طهران

وُضع الدستور نفسه بموجب إعلان ملكي في 5 أغسطس/آب 1906 من مظفر الدين شاه، بعنوان "من أجل السلام والطمأنينة لجميع شعوب بلاد فارس". وكان القرآن الكريم أساس هذا الدستور، بينما كان الدستور البلجيكي نموذجًا جزئيًا له.
وقد حدد قانون الانتخابات الصادر في 9 أيلول 1906 القواعد الخاصة بانتخابات المجلس. لم يُسمح للأجانب، أو الرجال الذين تقل أعمارهم عن 25 عامًا، أو "الأشخاص المعروفين بآرائهم المؤذية"، أو أصحاب السجلات الإجرامية، أو أفراد الجيش النشطين، وما إلى ذلك، بالتصويت. كان مطلوبًا من أعضاء البرلمان أن يكونوا متمكنين تمامًا من اللغة الفارسية، وأن يكونوا "إيرانيين"، وأن يكونوا "معروفين محليًا"، وأن "لا يكونوا في وظائف حكومية"، وأن تتراوح أعمارهم بين 30 و70 عامًا، وأن "يكون لديهم بعض البصيرة في شؤون الدولة".
حددت القوانين الأساسية الصادرة في 30 ديسمبر/كانون الأول 1906 دور المجلس كهيئة تشريعية ثنائية المجلس: مجلس الشورى الوطني قائم على العدل، ومجلس آخر يُسمى مجلس الشيوخ. أعلن التعديل الدستوري لعام 1907 أن المذهب الشيعي الاثني عشري هو دين الدولة، ودعا إلى تشكيل مجلس من خمسة من كبار رجال الدين الشيعة الاثني عشرية لضمان عدم مخالفة القوانين التي يقرها البرلمان لتعاليم الإسلام.

### محمد علي شاه
محمد علي شاه قاجار، شاه قاجار السادس، وصل إلى السلطة في كانون الثاني 1907، عارض الدستور. فتحول البريطانيون إلى دعم الشاه، وتخلوا عن الدستوريين. في أغسطس/آب من ذلك العام، استغلت بريطانيا ضعف إيران، ووقعت على الاتفاقية الأنجلو روسية، التي قسمت إيران إلى منطقة روسية في الشمال ومنطقة بريطانية في الجنوب؛ وكان وسط البلاد محايدًا.

### الاستبداد الصغير والحرب الأهلية 1908-1909 م
في عام 1908 م، تحرك الشاه "لاستغلال الانقسامات داخل صفوف الإصلاحيين" والقضاء على المجلس، فقام بانقلاب عسكري وخلق فترة في التاريخ الإيراني أطلق عليها اسم الاستبداد الصغير [الإنجليزية]. في هذه المرحلة انشق فضل الله نوري عن الدستوريين، وساعد الشاه في قتل بعض الثوار وقصف البرلمان.
حاولت إيران البقاء خالية من النفوذ الروسي من خلال المقاومة (عبر المجلس ) لسياسات الشاه. عين البرلمان المحامي الأميركي وليام مورغان شوستر [الإنجليزية] أمينًا عامًّا للخزانة الإيرانية. وردًا على ذلك، أصدرت روسيا إنذارًا نهائيًا لطرد شوستر وتعليق عمل البرلمان، واحتلت تبريز [الإنجليزية].
بعد قصف مجلس الشورى الإيراني في العاصمة طهران، صدرت الأوامر لأربعين ألف جندي من جنود محمد علي شاه بمهاجمة تبريز، حيث كان المتمردون الدستوريون يتحصنون. عُين ستار خان قائدًا عامًّا للمجلس الأعلى، أي قائد القوات الدستورية. بحلول أبريل/نيسان 1909، كان ثوار تبريز قد فقدوا أعدادًا كبيرة من المقاتلين، لكنهم نجحوا في طرد القوات الملكية من المدينة، وبرز ستار خان ومساعده باقر خان كأبطال. وبفضل هذا النصر، أنشأ الدستوريون في مختلف أنحاء إيران لجانًا خاصة في طهران ورشت وقزوين وأصفهان ومدن أخرى، كما أعلن زعماء القبائل البختياريون الأقوياء دعمهم لمتمردي تبريز. توجهت القوات الدستورية إلى طهران، وأجبرت محمد علي شاه على التنازل عن العرش لصالح ابنه الشاب أحمد شاه قاجار، وأعادت العمل بالدستور في عام 1909.
حدث انقسام آخر في الحركة الثورية عام 1910 م عندما رفضت مجموعة من مقاتلي حرب العصابات بقيادة ستار خان الانصياع لأمر حكومي بنزع سلاحهم. وبعد "مواجهة قصيرة لكنها عنيفة" أصيب فيها ستار خان، نجح يبريم خان، رئيس شرطة طهران المعين حديثًا، في "نزع سلاحهم".

### النهاية
وانتهت الثورة في ديسمبر/كانون الأول 1911 م عندما طُرد نواب المجلس الثاني "بشكل قاسٍ" من المجلس، وهددتهم "حكومة الشاه، بدعم من 12 ألف جندي روسي"، بسبب "الخلافات الداخلية، ولامبالاة الجماهير، والعداء من جانب الطبقة العليا، والعداء العلني من جانب بريطانيا وروسيا".

## المناظرة الدينية
إن الفتوى التي أصدرها ميرزا حسن الشيرازي عام 1891 والتي أوقفت فعليًّا استخدام التبغ في إيران وألغت اتفاقية الاحتكار على التبغ، أظهرت النفوذ الهائل لرجال الدين الأصوليين الشيعة الاثني عشرية بين الشعب الإيراني والذي تجاوز القضايا التي تتعلق بالدين بشكل مباشر. (يعتقد أصوليو الشيعة أنه من الواجب على المسلم غير المتدرب في العلوم الدينية أن يطيع المجتهد، أي المرجع، عندما يسعى إلى تطبيق أحكام الفقه). بعد هذه الكارثة، أدرك الشاه الجديد، محمد علي قاجار، أنه لا يستطيع استخدام الهيبة الملكية والتقاليد لمحاربة الحكومة الدستورية. وبدلًا من ذلك، فإنه سيجد حلفاء دينيين.
وكان هناك رجال دين على جانبي النزاع. على جانب الحكومة الدستورية كان هناك ثلاثة من أعلى رجال الدين (المرجع) في ذلك الوقت - الأخوند الخراساني ، ميرزا حسين طهراني والشيخ عبد الله مازندراني [الإنجليزية] - الذين أرسلوا فتوى لصالح الدستور من مدارسهم في النجف بالعراق؛ من بين الثلاثة، كان محمد كاظم الخراساني (المعروف أيضًا باسم الأخوند الخراساني) الأكثر انخراطًا في القضية، هو وتلميذه محمد حسين النائيني جادلوا بأنه في حين أن العدالة الكاملة مستحيلة حتى عودة الإمام الغائب، فإن "التجربة الإنسانية والتأمل الدقيق" تُظهر "أن الديمقراطية تقلل من طغيان الدولة" مما يجعلها "شرًا أقل" في الحكم وشيء يجب على الشيعة دعمه حتى عودة الإمام؛ كما دعم الدستورية ميرزا علي آقا تبريزي، الذي جادل بأنه يجب مراعاة مصادر التقليد فقط (أعلى رجال الدين) عندما يتعلق الأمر بأمور الإيمان.

## الأحداث الهامة
فتوى مبكرة من المراجع

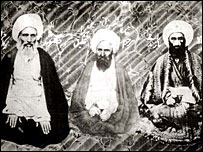
الثلاثي: (من اليسار إلى اليمين) أخوند خراساني وميرزا حسين طهراني وعبد الله مازندراني

وبعد تشكيل البرلمان، بقي أعضاؤه على اتصال مع الأخوند الخراساني. كلما تمت مناقشة مشاريع القوانين التشريعية، كان يُرسل إليه برقية تتضمن التفاصيل للحصول على رأي قانوني. وفي رسالة مؤرخة في 3 يونيو/حزيران 1907، أبلغ البرلمان أخوند عن مجموعة من المناهضين للدستور الذين كانوا يحاولون تقويض شرعية الديمقراطية باسم الشريعة الدينية. فأجاب الأخوند الخراساني والعضوان الآخران من الثلاثي (ميرزا حسين الطهراني والشيخ عبد الله المازندراني [الإنجليزية]) :
| الفارسية | بالعربية |
| --- | --- |
| هذا هو الأساس الذي يحترمه مجلس مقدس لروح مذكرور. لكل مسلم سعی واهتمام في استحکام وتشیید هذا الأساس الأساسي الذي يجب أن يكون، واتخاذ إجراءات في اختلالات متحدة ومعانده مع صاحب شریت مطهر علی الصدقة و آله الطاهرین أفضل الصلاه والسلام، وخیانت إلى دولت شوکت. الاحقر نجل مرح الحاج میرزا خلیل القدس سره محمد حسین، حرہ الاحقر الجانی محمد کاظم الخراسانی، من الاحقر عبدالله المازندراني | "لأننا على درايةٍ بالأهداف المقصودة من وراء هذه المؤسسة، فإنه يصبح من الواجب على كل مسلم أن يدعم تأسيسها، وأما الذين يسعون إلى تقويضها فإن أفعالهم تُعد مخالفةً للشريعة. — الميرزا حسين الطهراني، محمد كاظم الخراساني، عبد الله المازندراني. |

فضل الله نوري والمعارضون للدستور
في بداية الحركة الدستورية ألقى الشيخ فضل الله نوري خطابات ووزع منشورات في دعم المراجع الدينية في النجف وموقفهم من الدستورية. واتفق الجميع على أن الشعب يجب أن يواجه الاستبداد والظلم بدستور يحد من سلطات الدولة وهيئة تشريعية تمثل البلاد. ومع ذلك، عندما أوضح الملك محمد علي شاه قاجار رغبته في دحر الديمقراطية وإعادة تأسيس سلطته من خلال الدعم العسكري والأجنبي (في عام 1908)، عكس الشيخ فضل الله موقفه وانحاز إلى جانب الشاه وبلاطه.
وباعتباره موظفًا ثريًا رفيع المستوى في البلاط القاجاري مسؤولًا عن إجراء الزيجات والعقود، والتعامل مع وصايا الرجال الأثرياء وجمع الأموال الدينية، كان لدى نوري مصلحة قوية في الحفاظ على الوضع الراهن للهيكل السياسي في إيران. كما تم التشكيك في تصريحاته المعارضة للنفوذ الأجنبي من خلال عدد من الإجراءات، إن ارتباطه الوثيق بالروس، ورفضه دعم احتجاجات البازار المبكرة ضد الأوروبيين في تحصيل الرسوم الجمركية، وتأييده لبيع مقبرة للروس لبناء مصرف روسي، مما أدى إلى استخراج الجثث بشكل غير مخطط له، وتمويل مظاهرة مناهضة للدستور بأموال من ذلك المصرف الروسي، جعلته ذا نفوذ.
وفي معركته ضد مؤسسة البرلمان، قاد مجموعة كبيرة من أتباعه وبدأ اعتصامًا على مدار الساعة في ضريح الشاه عبد العظيم في 21 حزيران 1907 واستمر حتى 16 أيلول 1907.
حرض رجال الدين المناهضون للديمقراطية على العنف، وقال أحد رجال الدين إن الاقتراب من البرلمان يعد خطيئة أكبر من الزنا والسرقة والقتل. وفي زنجان، حشد الملا قربان علي زنجاني قوة من ستمائة من البلطجية الذين نهبوا متاجر التجار المؤيدين للديمقراطية، واستولوا على المدينة لعدة أيام، وقتلوا الممثل سعد السلطاني. وقد قام نوري بنفسه بتجنيد مرتزقة من عصابات إجرامية لمضايقة أنصار الديمقراطية. في 22 كانون الأول 1907، قاد نوري حشدًا نحو ساحة توبخانه (ستُسمى لاحقًا ساحة الإمام الخميني) وهاجم التجار ونهب المتاجر. وقد عززت علاقات نوري ببلاط الشاه وأصحاب الأراضي تعصبه. حتى أنه اتصل بالسفارة الروسية طلبًا للدعم، وألقى رجاله خطبًا ضد الديمقراطية في المساجد، مما أدى إلى حالة من الفوضى.
فتاوى الدستور

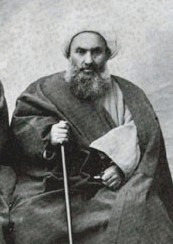
الشيخ فضل الله نوري (ت. 1909)، رجل دين دعم انقلاب محمد علي شاه قاجار في عام 1908. تم إعدامه من الثوار الدستوريين في 31 تموز 1909 (في توبخانه) بتهمة الخيانة.

وبعد أن أُبلغ الأخوند الخراساني بأنشطة نوري، استشار المرجع الآخر، وفي رسالة مؤرخة في 30 كانون الأول 1907، أصدرا بيانًا:
| الفارسية | بالعربية |
| --- | --- |
| إن ما هو نوري مخل بالمخالفة هو، وهو محمي في امور حرام. محمد حسین (نجل) ميرزا خلیل، محمد كاظم خراسانی، عبدالله مازندراني | لأن نوري يثير الفتنة والاضطراب، فإن تدخله في أي شأنٍ يُعد محرّمًا. — الميرزا حسين الطهراني، محمد كاظم الخراساني، عبد الله المازندراني. |

لكن نوري واصل نشاطاته وبعد أسابيع قليلة طالب الأخوند الخراساني ورفاقه من المراجع بطرده من طهران:
| الفارسية | بالعربية |
| --- | --- |
| رفع اغتباطات الحوادثه وتبعات نوري عاجلاً للإعلام. الداعی محمد حسین نجل بهجة ميرزا خلیل، الداعی محمد كاظم الخراسانی، عبدالله المازندراني | أعيدوا السلم واطردوا النوري في أسرع وقت ممكن. — الميرزا حسين الطهراني، محمد كاظم الخراساني، عبد الله المازندراني. |

## الشخصيات الدينية الرائدة
الشيخ فضل الله نوري
زعم فضل الله أن الإسلام يحتوي على قانون كامل للحياة، في حين أن الديمقراطية ستسمح "بتدريس اللغات الأجنبية"، وهو ما من شأنه أن يتسبب في انتشار الإلحاد. كما عارض أن يكون تعليم الإناث مختلطًا، وفضّل إلغاء التعليم على الاختلاط. عارض نوري حرية الصحافة، وطرق الحكم الحديثة، وتخصيص الأموال للصناعة الحديثة. اشترى مطبعة وأطلق صحيفة خاصة به، "روزنامة الشيخ فضل الله"، ونشر منشورات. كان يعتقد أن الحاكم ليس مسؤولًا أمام أي مؤسسة أخرى غير الله وأن الناس ليس لديهم الحق في تقييد السلطات أو التشكيك في سلوك الشاه؛ وكان أولئك الذين دعموا الشكل الديمقراطي للحكومة فاسدين ومرتدين عن الإسلام.
وكما فعل الإسلاميون في أواخر القرن العشرين، بشر نوري بفكرة الشريعة باعتبارها قانونًا كاملًا للحياة الاجتماعية، وليست مجرد طقوس دينية، واعتبر أن أي قوانين أخرى غير ضرورية وضد الإسلام.
الشريعة تشمل جميع أنظمة الحكم، وتبيّن كل الواجبات والتكاليف، لذا فإن حاجات الشعب الإيراني من جهة القانون تقتصر على شؤون الإدارة والحكم، وهي أمور انفصلت عن الشريعة بفعل الحوادث العامة والظروف الطارئة. … أما اليوم، فقد تنكّر الناس لشريعة النبي، واستبدلوها بقانون من صنعهم.

وإذا كان المرجع الديني الذي يتبعه المسلم الشيعي يؤيد الديمقراطية، فلا يجوز لهذا المسلم:
لو أن ألف فقيه كتبوا أن هذا البرلمان قائم على الأمر بالمعروف والنهي عن المنكر... فأنت شاهد على أن الأمر ليس كذلك، وأنهم قد أخطأوا... (كما لو أنهم قالوا) إن هذا الحيوان شاة، وأنت تعلم أنه كلب، فعليك أن تقول: "أنتم مخطئون، إنه نجس."

وعلى النقيض من الإسلاميين، فقد رأى الشاه باعتباره "السلطة التنفيذية للحكومة الإسلامية"، وأن إضعاف سلطة الشاه هو "انتقاص من الدين"؛ وسيعارض كبار رجال الدين الشيعة آراءه.
المراجع الثلاثة
ثلاثة من كبار رجال الدين (المراجع) في ذلك الوقت - الأخوند الخراساني ، والميرزا حسين الطهراني ، والشيخ عبد الله المازندراني [الإنجليزية]دافعوا عن البرلمان عندما تعرض للهجوم من رجل الدين في بلاط الشاه نوري. وقد عملوا كقوة شرعية، مستشهدين بالأمر القرآني "بالأمر بالمعروف والنهي عن المنكر" لتبرير الديمقراطية في فترة الغيبة، وربطوا المعارضة للحركة الدستورية بـ "حرب ضد إمام العصر"،  (وهذا أسوأ إدانة ممكنة في الإسلام الشيعي). وبذلك أسسوا نموذجًا للعلمانية الدينية في الحكم في غياب الإمام، وهو النموذج الذي لا يزال سائدًا في (بعض) الحوزات الشيعية.
ميرزا علي آقا تبريزي
وقد عارض ميرزا علي آقا التبريزي (المعروف باسم ثقة الإسلام التبريزي) نوري بقوله: إن رأي مصادر التقليد فقط هو الذي يستحق الاعتبار في مسائل الإيمان. وكتب:
من انتصر على نفسه، وصان دينه، وخالف هواه، وأطاع أمر ربه، فذلك هو الشخص الذي ينبغي للناس أن يتخذوه قدوةً لهم.

و
فلنأخذ بعين الاعتبار الفكرة القائلة بأن الدستور مخالف للشريعة: إن جميع الاعتراضات من هذا النوع باطلة، لأن "حجج الإسلام" في العتبات، وهم اليوم المراجع والملجأ لجميع الشيعة، قد أصدروا فتاوى صريحة تؤكد على ضرورة الدستور. ولم يكتفوا بأقوالهم، بل بيّنوا ذلك بأفعالهم أيضًا. فهم يرون في الدستور دعامة لعظمة الإسلام.

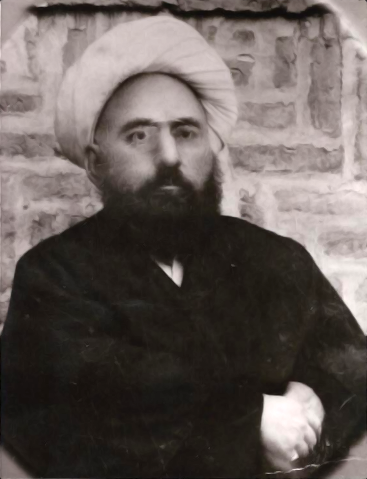
ثقة الإسلام التبريزي (؛ 19 كانون الثاني 1861 – 31 كانون الأول 1911 م)

وقد عارض بشدة فكرة تشكيل لجنة إشرافية من رجال الدين في طهران لمراقبة سلوك البرلمان، وقال:
يجب عرض هذا الموضوع الحساس على "العتبات"، ... فلا يحقّ لنا أن نُسلِّم الحكم لمجموعة من أربعة أو خمسة "الشيوخ" من طهران.

محمد كاظم الخراساني
وردًّا على حجج نوري أجاب الأخوند محمد كاظم الخراساني:
| الفارسية | بالعربية |
| --- | --- |
| سلطانت مشروعه هو أمر عام أو طبي و رتق و فتق قاطعه أو مسلم و فيصل كافيه أو مهام إلى دست شخص معصوم و موید و منصوب و من خصوصيات و أمور من الله مثل انبیاء و أولیاء و مثل اختلافت امیرالمومنین و ایام ظهور و عادت حضرت حجت، و أگر حاکم مطلق معصوم نابشد، إنها سلطانة غير مشروعه، چنان‌ كان في زمن غير مشروع وسلطنت غير مشروعه قسمين، عادله، نظير مشروطه أن ہ امور عامه المباشرة، عقلا وممتدين باشند وظالمه وجابره، مثل ذلك حاکم مطلقیک نفر مطلق‌ العنان خودسر. البته إلى صریح حکم العقل و إلى فصیح نصوصات شرعية «غير مشروعه ی عادله» مقدم بر «غیرمشروعه ی جابره». وشهدت تجاربه ودقیقاته صحیحه وغور رسی‌ های شافیه برهن أنه توجد عشرة تعدیات دوره ی استبداد في دوره ی مشروطیت کمتر می‌شود ودفع المخالفات وقبح لها فاسد وقبیح واجب. | وفقًا للعقيدة الشيعية، لا يملك حق الحكم وتدبير شؤون الناس وحل مشكلات المجتمع الإسلامي واتخاذ القرارات المصيرية إلا الإمام المعصوم. هكذا كان الحال في زمن الأنبياء، وفي خلافة أمير المؤمنين علي، وسيكون كذلك عند ظهور الإمام المهدي وعودته. وإذا لم تكن الولاية المطلقة بيد المعصوم، فإن الحكومة حينئذٍ لا تكون إسلامية. وبما أننا نعيش في زمن الغيبة، فإن هناك نوعين من الأنظمة غير الإسلامية: الأول، ديمقراطية عادلة تُدار فيها شؤون الناس على يد رجال مؤمنين ومتعلمين، والثاني، حكم استبدادي يتولى فيه ديكتاتور السلطة المطلقة. وعليه، فإن الشريعة والعقل معًا يقرّان بأن العدل يُقدَّم على الجور. ومن خلال التجربة الإنسانية والتأمل العميق، تبيَّن أن الديمقراطية تحدّ من طغيان الدولة، ومن ثمّ فإن من الواجب تقديم الخيار الأقل ضررًا. |

يعتقد الأخوند أن الحكومة الثيوقراطية "المعتمدة على الإسلام تمامًا" لا يمكن تشكيلها إلا من الإمام المعصوم، فمهما بلغ مدى فهم البشر والفقهاء للإسلام فلن يصلوا للفهم الكامل كالإمام المعصوم.
فسر نوري الشريعة على أنها تعادل الدساتير المكتوبة للمجتمع الحديث وتتنافس معها، على عكس الأخوند الخراساني الذي (بالإضافة إلى كونه رجل دين أعلى مرتبة)، نظر إلى الالتزام بالدين في المجتمع على أنه يتجاوز شخصًا واحدًا أو تفسيرًا واحدًا.
محمد كاظم يزدي

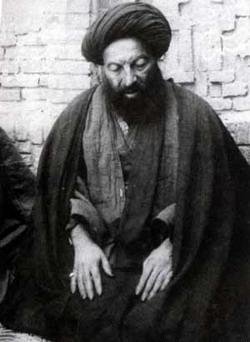
كاظم يزدي: مرجع النجف اللاسياسي في زمن الثورة الديمقراطية

وحاول نوري الحصول على دعم من محمد كاظم اليزدي، وهو أحد المراجع البارزين في النجف. كان كل من محمد كاظم والخراساني قائدين لمدرسة شيعية عظيمة في النجف على الرغم من أنهما كان لديهما وجهات نظر مختلفة في السياسة في نفس الوقت. مع أن الآخوند الخراساني كان مرجعًا بارزًا في النجف، إلا أن كثيرًا من المقلدين كانوا يصلون خلف كاظم اليزدي أيضًا، حيث كانت دروسه في الأحكام الشرعية (الفقه) مشهورة. كان يزدي غير سياسي، حيث كان يعتقد أن الأصولية لا توفر الحرية لدعم السياسة الدستورية. من وجهة نظره، كانت السياسة خارج نطاق تخصصه، ولذلك كان يتجنب المشاركة فيها. لذلك، خلال الثورة الدستورية الإيرانية، ظل محايدًا في معظم الأوقات ونادرًا ما أصدر أي بيان سياسي.
وهذا لا يعني أنه يؤيد فضل الله نوري ومحمد علي شاه. فعندما طلب منه البرلمان مراجعة المسودة النهائية للدستور، اقترح بعض التغييرات ووقع على الوثيقة. وقال إن الصناعات الحديثة جائزة ما لم يحرمها الشرع صراحة. كما أكد على ضرورة تدريس العلوم الحديثة، وأضاف أنه لا ينبغي للدولة أن تتدخل في مراكز التعليم الديني (الحوزة). ولم يكن ضد تكوين المنظمات والجمعيات التي لا تثير الفوضى، وفي هذا الصدد لم يكن هناك فرق بين المنظمات الدينية وغير الدينية. وفي التشريع، على عكس نوري، قام بالفصل بين الشريعة الدينية والقانون العام (العرفي). وكان رأيه أن المسائل الشخصية والعائلية يجب أن تُحل في المحاكم الدينية من الفقهاء، وأن الشؤون الحكومية وشؤون الدولة يجب أن تُعالج من القضاء الحديث. أضاف البرلمان المادتين 71 و 72 إلى الدستور بناءً على آرائه. قال آية الله يزدي أنه ما دام الدستور الحديث لا يجبر الناس على فعل ما يحرمه الشريعة والامتناع عن الواجبات الدينية، فلا يوجد سبب لمعارضة الحكم الديمقراطي وللحكومة الحق في مقاضاة المخالفين.
السيد محمد الطباطبائي
كان ميرزا سيد محمد طباطبائي "شخصية معروفة" وواحدًا من "أكثر زعيمين دينيين شهرة في الثورة" (الآخر هو السيد عبد الله بهبهاني). وكان كلاهما من "عائلات دينية قديمة وقوية" كانت سلطتها على المجتمع الديني "تتعرض للتهديد من المجتهدين المنافسين". أظهر الطباطبائي "ميولًا ليبرالية منذ أواخر عهد ناصر الدين شاه". وفي "رسالة شهيرة" إلى رئيس الوزراء في ذلك الوقت عين الدولة في عام 1323/1905، هاجم "المعارضة لإنشاء مجلس وطني (مجلس ملتي)":
إن الشيعة محرومون من ممارسة معتقادتهم في كل البدان الإسلامية تقريبًا وبالتالي فإن الدولة الشيعية محصورة في بلاد فارس، وكانت مكانتها وازدهارها معتمدَين عليها. فلماذا سمحتم بخراب فارس والمهانة التامة للدولة الشيعية؟ … قد تجيبون بأن الملالي لم يسمحوا بإنقاذ فارس، لكن هذا أمر لا يُصدَّق. … إنني أرى بوضوح أن وطني، ومكانتي واعتباري، وخدمتي للإسلام، على وشك أن تقع جميعها في أيدي الأعداء، وأن يضيع مجدي كله. لذا، فطالما بقيتُ حيًّا أتنفس، سأبذل كل ما في وسعي من أجل الحفاظ على هذا الوطن، ولو كان ذلك على حساب حياتي." 

## إعدام نوري والاحتفال به

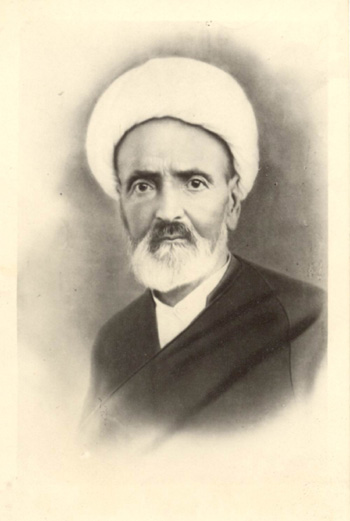
وكان الشيخ إبراهيم الزنجاني رئيس المحكمة التي حكمت على فضل الله نوري بالإعدام.

تحالف نوري مع الشاه الجديد محمد علي شاه، الذي قام بمساعدة القوات الروسية بانقلاب ضد المجلس (البرلمان) في عام 1907. ولكن في عام 1909، زحف الدستوريون إلى طهران، وأنهوا الطغيان الصغير. وقٌبض على نوري.
أعلنت المحكمة الثورية أن نوري مذنب بتحريض الجماهير ضد الدستوريين وإصدار فتاوى تعلن زعماء البرلمان "مرتدين" و"ملحدين" و"ماسونيين سريين" وكفار حربيين يجب على المؤمنين سفك دمائهم. وقد أدين بتهمة "نشر الفساد والفتنة في الأرض" وفي تموز 1909 أُعدم نوري شنقًا بتهمة الخيانة.

## الإرث
لقد كان إرث الثورة في إيران مختلطًا.
آية الله روح الله الخميني، زعيم الثورة الإسلامية الإيرانية عام 1979، (الذي كان طفلًا وقت الثورة الدستورية)، والذي افترض نظرية ولاية الفقيه، أكد بعد عقود من انهيار الثورة أن دستور عام 1906 كان من عمل عملاء (إيرانيين) لبريطانيا الإمبريالية، يتآمرون ضد الإسلام والذين "تلقوا تعليمات من أسيادهم للاستفادة من فكرة الدستورية من أجل خداع الشعب وإخفاء الطبيعة الحقيقية لجرائمهم السياسية".
في مستهلّ الحركة الدستورية، حين شرع الناس في كتابة القوانين وصياغة الدستور، استعيرت نسخة من القانون البلجيكي من السفارة البلجيكية، واتخذتها قلّة من الأفراد (لا أرغب في ذكر أسمائهم هنا) أساسًا للدستور الذي وضعوه لاحقًا، مع استكمال ما فيه من نواقص باستعارات من القانونين الفرنسي والبريطاني. صحيح أنهم أضافوا بعض الأحكام الإسلامية لخداع الناس، إلا أن الأساس الذي فُرضت عليه هذه القوانين كان غريبًا ومستوردًا.

بعد الثورة الإيرانية، كان نوري (باعتباره زعيم معارضي الثورة الدستورية) مشهورًا بما يكفي في الجمهورية الإسلامية لدرجة تسمية طريق سريع [الإنجليزية] باسمه. وكان هذا على الرغم من حقيقة أن نوري كان يدافع عن النظام الملكي ضد الدستور، وكانت الثورة الإسلامية (قبل أن يعزز الخميني سلطته) تهدف كلها إلى الإطاحة بمحمد رضا شاه.
رضا أصلان
يزعم رضا أصلان أن أحد الدروس الرئيسة للثورة هو أن ما يفصل "الانتفاضات والاحتجاجات الشعبية التي لا تعد ولا تحصى" على مدار المائة عام الماضية من تاريخ إيران عن تلك التي حدثت في عام 1906، وفي عام 1953، وفي عام 1979 والتي "أدت في النهاية إلى تغيير جذري" هو القدرة على جمع تحالف من "الطبقة المتوسطة المتعلمة"، ورجال الدين من المستوى المتوسط وطلاب المدارس الدينية الذين "يحافظون على قدر هائل من السيطرة والسلطة على الجماهير المتدينة"، و"الأهم من ذلك، طبقة رجال الأعمال - طبقة التجار - تجار البازار".

## المشاركون البارزون

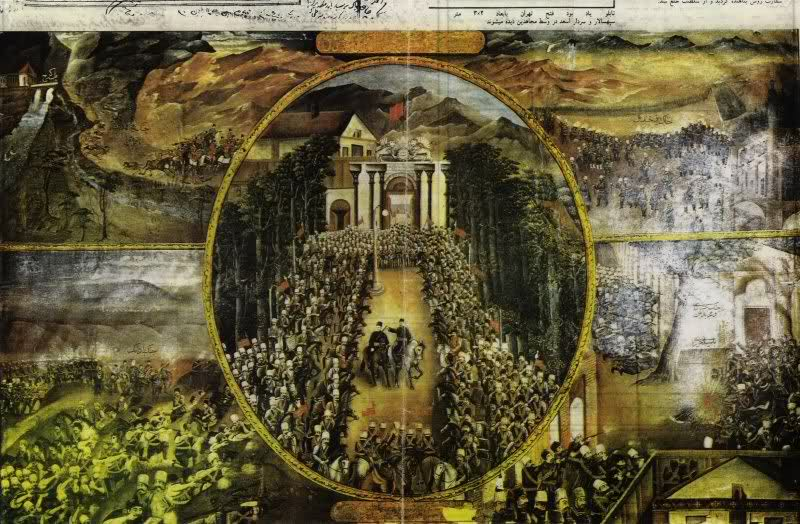
ملصق تذكاري لانتصار طهران في يوليو 1909. الرجال الذين يمتطون الخيل هم محمد فالي خان خلاتبري تونكابوني وسردار أسعد.

### الدستوريون

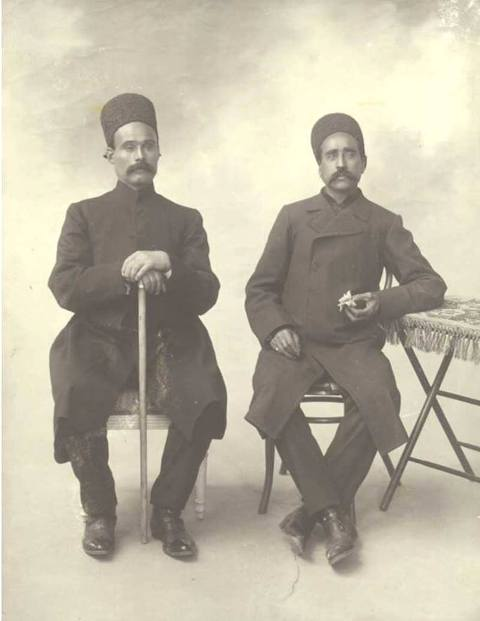
باقر خان (يسار) وستار خان

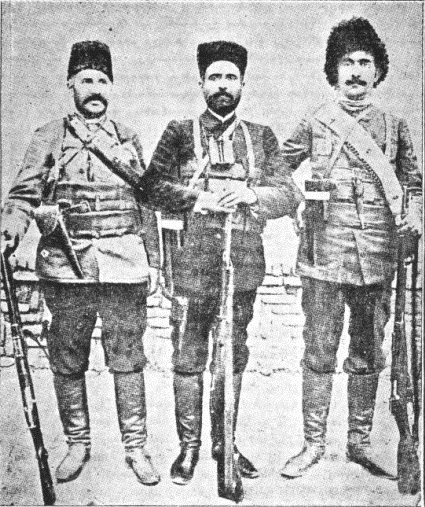
(من اليسار إلى اليمين) أرشاك جافافيان ، يبريم خان، وكيتشو

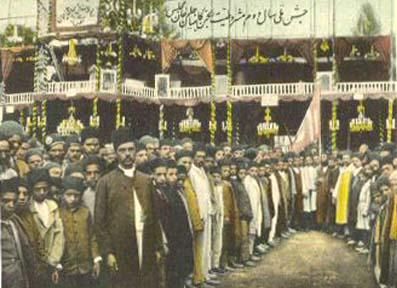
الذكرى الثانية للثورة

- ميرزا نصر الله خان – أول رئيس وزراء منتخب لإيران
- ميرزا جهانجير خان [الإنجليزية] – مؤسس ورئيس تحرير صحيفة سور إسرافيل
- ميرزا آغا خان كرماني [الإنجليزية] – كاتب وطني وناقد أدبي
- ميرزا سيد محمد الطباطبائي
- محمد وكيل التجار يزدي – نائب رشت
- نيكول دومان [الإنجليزية] – شارك في الدفاع عن تبريز
- سيد جمال واعظ [الإنجليزية]
- حسين أردبيلي [الإنجليزية] – ناشط في مشهد
- عارف قزويني
- ستيبان زوريان [الإنجليزية]
- علي أكبر دهخدا
- مهدي كونت – ناشط في كرمان
- ستار خان – زعيم ثوري
- باقر خان [الإنجليزية] – سالار ملي (زعيم وطني)
- ميرزا كوتشاك خان – مؤسس حركة ثورية مقرها في غابات محافظة جيلان
- ميرزا مالكوم خان
- خيتشو [الإنجليزية] – زعيم ثوري أرمني
- يبريم خان [الإنجليزية] – زعيم ثوري إيراني أرمني. أصيب ستار خان أثناء نزع سلاح الثوار في طهران بصفته قائدًا لقوة شرطة طهران أثناء الحكومة الدستورية المؤقتة.
- أرشاك جافافيان [الإنجليزية] – زعيم ثوري أرمني
- سردار أسعد [الإنجليزية] – زعيم قبيلة بختيارية استولت قواته على طهران عام 1909
- بيبي خانوم أسترابادي – ساخرة وكاتبة ورائدة في الحركة النسائية الإيرانية
- حسن بيرنيا [الإنجليزية]
- حيدر لطيفيان
- أحمد كسراوي
- أمان الله خان ضياء السلطان [الإنجليزية] – أرستقراطي ومالك أرض اتُهم بشن هجوم بالقنابل على محمد علي شاه وأُطلق سراحه من قبل القوات البريطانية
- محمد تقي بهار
- سيفكاريتسي ساكو
- حسن تقي زاده
- ميرزا عبد الرحيم طالبوف التبريزي [الإنجليزية] – مصلح فكري واجتماعي.
- عبد الحسين تيمورتاش [الإنجليزية]
- عبد الحسين فرمان فرما [الإنجليزية]
- محمد ولي خان خلاتبري تنكابني – قائد القوات الثورية من المحافظات الشمالية جيلان ومازندران
- هوارد باسكرفيل – مدرس أمريكي قاتل مع الدستوريين وقُتل
- محمد مصدق – قومي ليبرالي ورئيس وزراء مستقبلي
- مرتضى غولي خان هداية [الإنجليزية]

### الملكيون (المناهضون للدستور)
- عبد المجيد ميرزا [الإنجليزية]
- الشيخ فضل الله نوري – رجل دين تم إعدامه بعد الثورة
- فلاديمير لياخوف – عقيد روسي وقائد لواء القوزاق الفارسي في عهد محمد علي شاه قاجار الذي قصف البرلمان وحاصره
- إسكندر خان داوودخانيان [الإنجليزية] – نائب قائد لواء القوزاق
- ألكسندر خان سيتخانيان [الإنجليزية] - الرجل الثاني في القيادة بعد فلاديمير لياخوف

### الزعماء الإسلاميون
- محمد كاظم الخراساني ، دستوري
- السيد جمال الدين الأصفهاني [الإنجليزية]، الدستوري
- السيد عبد الله البهبهاني ، دستوري
- ميرزا سيد محمد طباطبائي ، دستوري
- ميرزا حسين النائيني ، دستوري
- محمد كاظم يزدي محايد
- الشيخ فضل الله نوري ، مناهض للدستور
- ميرزا أبو طالب زنجاني [الإنجليزية]، مناهض للدستور

## طالع أيضًا
- ثورة تركيا الفتاة
- تاريخ إيران
- تاريخ الثورة الدستورية الإيرانية
- محمد كاظم الخراساني
- حسين الخليلي
- عبد الله مازنداني [الإنجليزية]
- علي بن موسى التبريزي
- محمد الطباطبائي
- الثورات الدستورية الفارسية